# Futbol'ny Klub Dynama Minsk 2012
Questa voce raccoglie le informazioni riguardanti il Futbol'ny Klub Dynama Minsk nelle competizioni ufficiali della stagione 2012. 

## Rosa
| N. |                        | Ruolo | Calciatore         |
| -- | ---------------------- | ----- | ------------------ |
| 1  | Bielorussia (bandiera) | P     | Aleksandr Sulima   |
| 2  | Bielorussia (bandiera) | C     | Stanislaŭ Drahun   |
| 3  | Bielorussia (bandiera) | D     | Pavel Plaskonny    |
| 4  | Bielorussia (bandiera) | C     | Aleksey Pankovets  |
| 5  | Ucraina (bandiera)     | A     | Maksym Lisovyi     |
| 6  | Bielorussia (bandiera) | D     | Sjarhej Palicevič  |
| 8  | Bielorussia (bandiera) | C     | Michail Afanas'eŭ  |
| 10 | Bielorussia (bandiera) | A     | Hleb Rassadkin     |
| 11 | Serbia (bandiera)      | A     | Jovan Damjanović   |
| 12 | Bielorussia (bandiera) | P     | Sergei Ignatovitch |
| 13 | Gabon (bandiera)       | A     | Bruno Mbanangoyé   |
| 14 | Bielorussia (bandiera) | C     | Vital' Kibuk       |

| N. |                        | Ruolo | Calciatore         |
| -- | ---------------------- | ----- | ------------------ |
| 15 | Bielorussia (bandiera) | D     | Pavel Kruk         |
| 17 | Bielorussia (bandiera) | D     | Sjarhej Kandrac'eŭ |
| 19 | Bielorussia (bandiera) | C     | Aljaksandr Danilaŭ |
| 20 | Bielorussia (bandiera) | D     | Aleh Veracila      |
| 21 | Uruguay (bandiera)     | C     | Hernán Figueredo   |
| 22 | Bielorussia (bandiera) | C     | Ihar Stasevič      |
| 23 | Uruguay (bandiera)     | A     | Danilo Cóccaro     |
| 25 | Ucraina (bandiera)     | C     | Yaroslav Yampol    |
| 32 | Bielorussia (bandiera) | P     | Dzmitry Hushchanka |
| 33 | Bielorussia (bandiera) | D     | Dzmitry Molaš      |
| 44 | Serbia (bandiera)      | C     | Slobodan Simović   |
| 85 | Bielorussia (bandiera) | C     | Vital' Trubila     |